# Bankia neztalia
Bankia neztalia is een tweekleppigensoort uit de familie van de Teredinidae. De wetenschappelijke naam van de soort is voor het eerst geldig gepubliceerd in 1979 door Turner & McKoy.